# Christine Manie
Christine Patiance Manie (4 de maio de 1984) é uma futebolista camaronesa que atua como atacante.

## Carreira
Christine Manie integrou elenco da Seleção Camaronesa de Futebol Feminino, nas Olimpíadas de 2012.